# Martin Lipič
Martin pl. Lipič (madžarsko Lippich Marton), madžarsko-slovenski uradnik, namestnik velikega župana Zalske in Šomodske županije, plemič , * pred 1640, † 2. polovica 17. stoletja
Martin pl. Lipič (v madžarskih virih tudi Lippich/Lipics/Lippits) se je rodil uglednemu upravniku mursko-soboškega gospostva Štefanu pl. Lippichu in Luciji roj. Schuppel. Martinov oče Štefan je leta 1608 od kralja Matije II. prejel plemiško listino in grb. Deloval je kot namestnik velikega župana županij Zala in Somogy. Poročil se je dvakrat. Prvič z Katarino pl. Pethõ de Gerse (hčerka Gabrijela pl. Pethõ de Gerse in Uršule pl. Ostffy de Asszonyfalva), s katero je imel samo eno hčerko Uršulo.